# Konståret 1955

## Händelser

### Okänt datum
- Föreningen Svenska tecknare bildas.[1]
- Hertha Olivet startade Nyckelviksskolan.

## Priser och utmärkelser
- Prins Eugen-medaljen tilldelas Stig Åsberg, grafiker, Gerhard Henning, dansk skulptör, och Axel Revold, norsk konstnär.

## Verk
- John Brack – Collins St., 5 PM

## Utställningar
- Januari – The Family of Man[2] visas på Museum of Modern Art.
- Första documenta-utställningen hålls

## Födda
- 15 januari – Andreas Gursky, tysk konstnär.
- 21 januari – Jeff Koons, amerikansk konstnär.
- 5 april – Ryutaro Nakamura, japansk regissör och animatör.
- 27 april – Pija Lindenbaum, svensk författare, formgivare och illustratör.
- 13 juni – Lone Larsen, dansk-svensk skulptör och bildkonstnär.
- 19 augusti – Daga Wennerström, svensk expressionistisk konstnär.
- 1 september – Per Demervall, svensk illustratör och serieskapare.
- 5 december
  - Gunnar Falk, svensk skådespelare och konstnär.
  - Dan Wolgers, svensk konstnär, professor och ledamot av Konstakademien.
- 15 december – Paul Simonon, tidigare basist och sångare i The Clash, numera konstnär.
- okänt datum – Per Ölund, svensk målar-, assemblage- och digitalkonstnär.
- okänt datum – Torbjörn Länk, svensk bildkonstnär.
- okänt datum – William Kentridge, sydafrikansk konstnär.

## Avlidna
- 16 februari – Artur Bianchini (född 1869), svensk konstnär.
- 13 mars - Stefan Johansson, svensk konstnär
- 29 juni – Max Pechstein (född 1881), tysk målare, grafiker, expressionist.
- 17 augusti – Fernand Léger (född 1881), fransk målare.
- 19 september – Carl Milles (född 1875), svensk skulptör.
- 5 november – Maurice Utrillo (född 1883), fransk målare.

### Fotnoter
1. ↑  Sverige 1900-talet – Från den lilla, lilla gumman till vilda bebin, NE, Bra Böcker, 2000
2. ↑  The Family of Man